# Sauvagesia fruticosa
Sauvagesia fruticosa là một loài thực vật có hoa trong họ Ochnaceae. Loài này được Mart. miêu tả khoa học đầu tiên năm 1824.